# Pyrgeometer

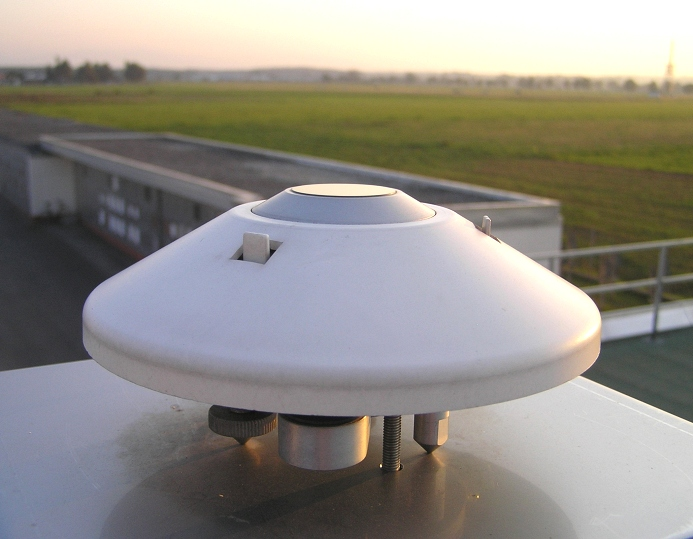
Ein Pyrgeometer zur Messung der atmosphärischen Gegenstrahlung

Ein Pyrgeometer (v. altgriech. πῦρ /pyr/„Feuer“ und γῆ /geo/ „Erde“) dient der Messung der aus dem Halbraum eintreffenden atmosphärischen Gegenstrahlung; das ist thermische Strahlung im Bereich ab etwa 4 µm.

## Aufbau und Funktion
Ein Pyrgeometer besteht im Prinzip aus einem Kantenfilter, der den solaren Anteil der Strahlung fernhält, und einer schwarzen Fläche, die die durchgelassene Strahlung absorbiert und dadurch warm wird.
Der Filter besteht aus einem kuppelförmigen Träger (Dom) mit einem innen aufgedampften Interferenzfilter. Da der Radius des Domes groß gegenüber der Messfläche ist, sind Strahlen, welche die Absorberfläche treffen, etwa senkrecht durch die Schichten des Interferenzfilters getreten, was für dessen Funktion wichtig ist. Mit gegenteiligem Filtereffekt, mit einer Empfindlichkeit von 0,3 bis 3 µm, wäre das Gerät ein Pyranometer zur Messung der solaren Globalstrahlung.
Das Trägermaterial muss mindestens bis 50 µm transparent sein und besteht aus Silicium oder sehr dünnem Polyethylen, das durch Überdruck in Form gehalten wird. Das Silicium darf dicker sein, was das Gerät robuster macht und es erlaubt, die Temperatur des Domes an einem oder mehreren Punkten zu messen – da das Material nicht vollständig transparent ist, trägt seine Temperatur zum Strahlungsfluss bei.
Die schwarze Absorberfläche ist eine von zwei Flächen einer Thermosäule, deren Klemmenspannung proportional zum Wärmestrom durch die Säule ist. Die andere Fläche der Säule ist in Wärmekontakt mit dem Chassis des Gerätes. Die Absorberfläche ist, um Bestrahlung der Säule von der Seite zu vermeiden, in ein schwarzes Blech eingepasst, das ebenfalls in Wärmekontakt zum Chassis steht. Die Temperatur des Chassis wird ebenfalls gemessen und daraus auf die Temperatur des Absorbers geschlossen, um dessen Abstrahlung in Richtung Himmel berücksichtigen zu können.
Eine genaue Kalibrierung des Pyrgeometers geschieht gegen einen Schwarzen Strahler bei diversen Kombinationen der Temperaturen des Strahlers, des Absorbers und des Domes.
Ein Sonnenschild vermindert bei klarem Wetter den Beitrag der solaren Strahlung zum Messwert (2 % der solaren Strahlung sind langwelliger als 3 µm). Ein leicht erwärmter Luftstrom aus einer Ringdüse verhindert nächtliche Taubildung auf dem Dom.

## Pyrgeometergleichung
Dazu wird ein ideales Pyrgeometer betrachtet. Das ideale Pyrgeometer besteht aus einer ideal schwarzen, horizontalen Folie über einer ideal schwarzen Grundplatte. Die Temperaturen von Folie ({\displaystyle T_{F}}) und Grundplatte ({\displaystyle T_{B}}) werden gemessen. Um die Pyrgeometergleichung zu finden, wird das Stefan-Boltzmann-Gesetz verwendet. Das ist notwendig, um die Gegenstrahlung {\displaystyle G} aus diesen Temperaturen zu berechnen. Für die Pyrgeometergleichung wird vom Strahlungsgleichgewicht der Folie ausgegangen. Von unten absorbiert die Folie die Schwarzkörperstrahlung der Bodenplatte, von oben die Gegenstrahlung. Die Emission der Folie ist die Schwarzkörperstrahlung nach oben und unten. Damit wird:
{\displaystyle \sigma T_{B}^{4}+G=2\cdot \sigma \cdot T_{F}^{4}}
Durch Umstellung wird daraus:
{\displaystyle G=\sigma (2\cdot T_{F}^{4}-T_{B}^{4})}
Damit ergibt sich die atmosphärische Gegenstrahlung als Differenz zwischen der emittierten Strahlung der Messfolie und der Einstrahlung der Grundplatte.
In der Praxis modifizieren Störgrößen die einfache Gleichung und die Messgeräte müssen kalibriert werden.